# Merauke
Merauke es una gran ciudad y la capital de la provincia de Papúa Meridional, Indonesia. También es el centro administrativo de la regencia de Merauke, en Papúa Meridional. Se considera la ciudad más oriental de Indonesia. La ciudad se llamaba originalmente Ermasoe. Está junto al río Maro, donde se encuentra el puerto de Merauke. En el censo de 2010, Merauke tenía una población de 87.634 habitantes, que en el censo de 2020 había aumentado a 102.351.

## Historia
Los holandeses establecieron Merauke en febrero de 1902 como puesto militar para impedir las incursiones de los marind-anim en la vecina Nueva Guinea Británica y las islas noroccidentales del estrecho de Torres (Boigu, Dauan y Saibai). Los holandeses también intentaron sin éxito establecer allí una colonia arrocera.
La catedral de San Francisco Javier de Merauke es la sede de la archidiócesis católica de Merauke.
Pilotos del escuadrón nº 12 de la RAAF en el comedor de Merauke en diciembre de 1943.
Merauke fue el emplazamiento de una base aérea y naval aliada, la base naval de Merauke, durante la Segunda Guerra Mundial y hubo combates terrestres entre patrullas australianas y japonesas en la zona.
A finales de los años veinte y principios de los treinta, Merauke se utilizó como punto de tránsito entre Java y el campo de internamiento de Boven-Digoel, donde se enviaba a muchos miembros del Partido Comunista Indonesio.
La expresión "de Sabang a Merauke" se utiliza como abreviatura de la extensión territorial de Indonesia de oeste a este, por ejemplo en el nombre de Sabang Merauke Raya Air Charter. Por ejemplo, el presidente Suharto declaró en 1968 que la independencia, la soberanía y la integridad territorial de Sabang a Merauke son para el pueblo indonesio cuestiones de principio".

## Clima
Merauke tiene un clima tropical de sabana (Köppen Aw) con precipitaciones moderadas o escasas de mayo a noviembre y abundantes de diciembre a abril.
| Parámetros climáticos promedio de Merauke                        | Parámetros climáticos promedio de Merauke | Parámetros climáticos promedio de Merauke | Parámetros climáticos promedio de Merauke | Parámetros climáticos promedio de Merauke | Parámetros climáticos promedio de Merauke | Parámetros climáticos promedio de Merauke | Parámetros climáticos promedio de Merauke | Parámetros climáticos promedio de Merauke | Parámetros climáticos promedio de Merauke | Parámetros climáticos promedio de Merauke | Parámetros climáticos promedio de Merauke | Parámetros climáticos promedio de Merauke | Parámetros climáticos promedio de Merauke |
| Mes                                                              | Ene.                                      | Feb.                                      | Mar.                                      | Abr.                                      | May.                                      | Jun.                                      | Jul.                                      | Ago.                                      | Sep.                                      | Oct.                                      | Nov.                                      | Dic.                                      | Anual                                     |
| ---------------------------------------------------------------- | ----------------------------------------- | ----------------------------------------- | ----------------------------------------- | ----------------------------------------- | ----------------------------------------- | ----------------------------------------- | ----------------------------------------- | ----------------------------------------- | ----------------------------------------- | ----------------------------------------- | ----------------------------------------- | ----------------------------------------- | ----------------------------------------- |
| Temp. máx. abs. (°C)                                             | 33.9                                      | 32.8                                      | 33.3                                      | 33.3                                      | 33.3                                      | 32.2                                      | 32.2                                      | 32.8                                      | 33.3                                      | 35.6                                      | 36.1                                      | 35.0                                      | '                                         |
| Temp. máx. media (°C)                                            | 30.7                                      | 30.5                                      | 30.5                                      | 30.8                                      | 30.2                                      | 29.3                                      | 28.3                                      | 29.1                                      | 30.5                                      | 31.2                                      | 31.8                                      | 31.6                                      | 30.4                                      |
| Temp. media (°C)                                                 | 26.9                                      | 26.8                                      | 26.8                                      | 26.8                                      | 26.2                                      | 25.2                                      | 24.9                                      | 24.8                                      | 25.5                                      | 26.5                                      | 27.1                                      | 27.3                                      | 31                                        |
| Temp. mín. media (°C)                                            | 23.1                                      | 23.1                                      | 23.2                                      | 22.9                                      | 22.4                                      | 21.3                                      | 21.1                                      | 20.6                                      | 20.7                                      | 21.8                                      | 22.4                                      | 23.0                                      | 22.1                                      |
| Temp. mín. abs. (°C)                                             | 20.0                                      | 21.1                                      | 20.6                                      | 19.4                                      | 18.9                                      | 16.7                                      | 17.2                                      | 14.4                                      | 14.4                                      | 15.6                                      | 17.2                                      | 20.6                                      | '                                         |
| Lluvias (mm)                                                     | 226                                       | 352                                       | 202                                       | 186                                       | 83                                        | 53                                        | 37                                        | 16                                        | 8                                         | 27                                        | 62                                        | 204                                       | 1456                                      |
| Días de lluvias (≥ 1 mm)                                         | 17                                        | 18                                        | 17                                        | 13                                        | 10                                        | 9                                         | 8                                         | 5                                         | 4                                         | 5                                         | 9                                         | 13                                        | 128                                       |
| Humedad relativa (%)                                             | 84                                        | 85                                        | 84                                        | 84                                        | 84                                        | 82                                        | 81                                        | 81                                        | 80                                        | 81                                        | 82                                        | 83                                        | 82.6                                      |
| Fuente n.º 1: Deutscher Wetterdienst (temperaturas extremas)     |                                           |                                           |                                           |                                           |                                           |                                           |                                           |                                           |                                           |                                           |                                           |                                           |                                           |
| Fuente n.º 2: Danish Meteorological Institute (lluvia y humedad) |                                           |                                           |                                           |                                           |                                           |                                           |                                           |                                           |                                           |                                           |                                           |                                           |                                           |

## Educación
Merauke alberga la Universidad Musamus Merauke, una universidad pública estatal. Se fundó como academia en 2001 y se convirtió oficialmente en universidad en 2006.

## Merauke como nombre
Merauke se utiliza para el nombre del buque de la armada de Estados Unidos, USS Merauke (ID-2498).